# Uchunga
Uchunga è una circoscrizione rurale (rural ward) della Tanzania situata nel distretto di Kishapu, regione di Shinyanga. Conta una popolazione di 16 406 abitanti (censimento 2012).